# Поленцо (Кунео)
Поленцо је насеље у Италији у округу Кунео, региону Пијемонт.
Према процени из 2011. у насељу је живело 793 становника. Насеље се налази на надморској висини од 201 м.